# アイハーツ
アイハーツ株式会社は、東京都武蔵野市吉祥寺に本社を置く、インターネット総合広告代理店である。

## 概要
同社開発による広告効果測定ツール「i-genenation - アイ・ジェネレーション」を軸にしたWeb全般の広告(ワンタグ)並びにスマートフォン関連の広告を中心に取り扱う。また、メディア事業ならびに受託開発事業も行っている。また、2015年より人材紹介事業も開始するなど、事業の幅を広げている。

## 沿革
- 2010年11月19日 - 設立。
- 2011年2月 - 広告効果測定ツール「i-genenation」をリリース。
- 2012年3月 - 資本金を2,000万円に増資。
- 2012年10月 - 本社を武蔵野市吉祥寺に移転。
- 2013年4月 - スマートフォン検索ポータルサイト「haloo」を開始。
- 2014年10月 - 本社を2フロアに増床。
- 2015年1月 - 資本金を5,000万円に増資。
- 2015年11月 - コスプレファンのためのSNS「コスらぼっ！」をリリース。
- 2016年5月 - 「コスらぼっ！」の総ダウンロード数が10,000DLを突破[1]。

## 参考サイト
- アイハーツ株式会社